# أدب فنلندا

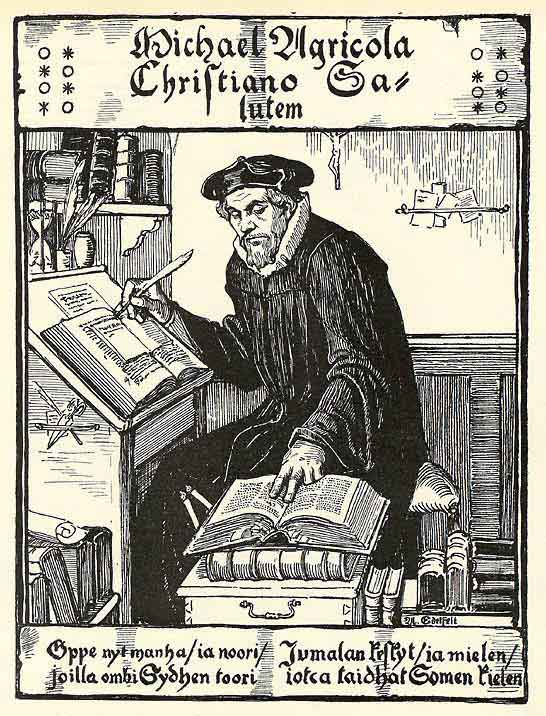
ميكايل أغريكولا

الأدب الفنلندي يشير إلى ما كـُتب من أدب في فنلندا. كـُتبت النصوص الأولى في فنلندا إما باللغة السويدية أو باللاتينية خلال العصور الوسطى الفنلندية (حوالي 1200 - 1523). تطور أدب اللغة الفنلندية ببطء من القرن السادس عشر فصاعداً. كان عصر الرومانسية الوطنية بمنتصف القرن التاسع عشر أول ذروة فنية للأدب الفنلندي. كـُتبت معظم الأعمال الهامة في ذاك عصر باللغة السويدية أو على نحو متزايد في بالفنلندية، ودارت حول تحقيق أو الحفاظ على هوية الفنلندية قوية.

## ما قبل القرن التاسع عشر
باعتبار الفنلندية لغة مكتوبة حديثة نسبياً، لا يوجد أي أدب من عصور وسطى أو ما قبلها. كانت الكتب الهامة مثل «الكتاب المقدس» و«مدونة القوانين» متوفرة فقط باللاتينية أو السويدية أو عدد قليل من لغات أوروبية أخرى كالفرنسية أو الألمانية.
أسس الفنلندية المكتوبة الأسقف والمصلح اللوثري الفنلندي ميكايل أغريكولا (1510-1557) وبناها أساساً على اللهجات الغربية. وكان أهم أعماله ترجمة عهد جديد إلى الفنلندية، وهو ما أنجزه في سنة 1548 ليكون أول كتاب باللغة الفنلندية.

## زمن الحكم الروسي (1809–1917)

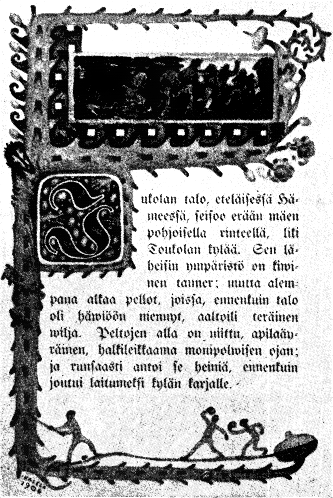
الأخوة السبعة لألكسس كيفي، أول رواية

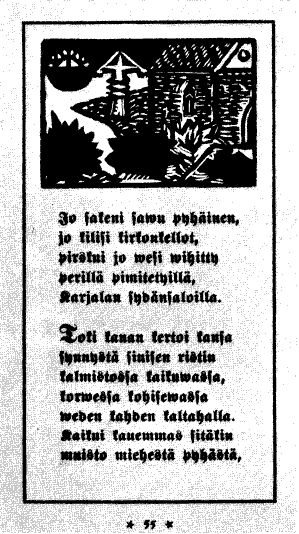
Helkavirsiä لإينو لينو، الرسوم ل ك.كارلستت

### صحوة الروح الوطنية
بعد فصل فنلندا عن السويد بدأت الروح الوطنية بالنهوض وبدأ الأدب الفنلندي يصبح أكثر أصالة شكلاً ومضموناً. لاقى قدوم تيار الرومانسية الحديثة من أوبسالا عدداً من الأنصار في توركو، تجمـّع الكثير ممن سـُموا برومانسيي توركو بمجلة أورا (1817-1818) ومجلة منيموسوني (1819-1823). مثـّل أدولف إيفار أرفيدسون روح المجموعة وكان في المقام الأول صحافياً ومؤرخاً كما كتب الشعر. من الباحثين اللغويين غوستاف رنفال مؤلف قاموس الفنلندية ونحوي، رينهولد فون بيكر النحوي والمحرر بصحيفة تورون فيكـّو سانومات (Turun Wiikko-Sanomat)، والمستكشف أندرس يوهان شوغرن.
اجتاحت صحوة الشعور الوطني الفنلندي في الأربعينات يوهان فيلهلم سنلمان، الذي برز صحافياً ومفكراً وأستاذاً جامعياً ورجل دولة. كما بدأت الصحافة الأدبية الفنلندية في الأربعينات تتطور، فصدرت في فيبوري صحيفة كانافا (Kanava) بين عامي 1845-1947 وفي هلسنكي سووميتار (Suometar) سنة 1847.
أسفرت صحوة شعور الوطنية عن ظهور جامعي الفولكلور الفنلندي، منهم أرفيدسون كارل أكسل غوتلوند، الذي كان أيضا كاتب متعدد المواهب، وساكريس توبيليوس. وكان أيضا عقود القرن التاسع عشر الأولى من عدد من الشعراء، الذين أقنعوا القصيدة الفنلندية إلى آفاق جديدة. وأغزرهم إنتاجاً كان يآكو يوتيني، الذي استعمل أعمال الشعر والنثر بمواضيع مختلفة من روح التنوير. شاعر آخر في البدايات وإن بإنتاج أضيق سامويل غوستاف بيرغ.
كانت الفنلندية غنية بالتراث الشعبي منذ القرون الوسطى. مئات القصائد الشعبية القديمة والقصص وما شابهها تم جمعها منذ عشرينات القرن التاسع عشر إلى مجموعة قد تكون الأكبر في العالم. منذ ذلك الحين نـُشر العديد منها كقصائد الشعب الفنلندي القديمة. وهي عبارة عن مجموعة ضخمة تتألف من 27000 صفحة في 33 مجلدا. وقد أعد آرني أنتي مورفولوجية القصص لأول مرة (آرني تومسون، أنواع الحكاية الشعبية)، واستخدم على نطاق واسع مثلا الولايات المتحدة حتى الآونة الأخيرة.
الكاليفالا هي أشهر مجموعة شعرية تراثية. وهي «ملحمة وطنية» فنلندية تنسب بشكل رئيسي إلى إلياس لونروت الذي جمع المجلد. وقد نشرت لأول مرة في عام 1835 وسرعان ما أصبحت رمزاً للقومية الفنلندية. كانت روسيا تسيطر على فنلندا سياسياً وقبلها كانت جزءاً من السويد. وكانت كاليفالا بالتالي جزءا هاما من هوية الفنلندية في وقت مبكر. إلى جانب مجموعة من القصائد الغنائية Kanteletar كان وما زال له تأثير كبير في الفن والموسيقى، ومثل جان سيبيليوس. ومن المفاهيم الخاطئة الشائعة التي لونروت مجرد «جمع» الشعر موجود مسبقا. ومن المسلم به الآن على نطاق واسع أن كاليفالا يمثل مزيج من مواد مصدر ارتباطا فضفاضا، غيرها لونروت بحرية لتقديم مظهر من كل واحد موحد.

### صعود أدب اللغة الفنلندية
لمـّا اختيرت الفنلندية بالحياة الاجتماعية والوطنية، بزغت حقبة تطور أدبي سريع. وبدأ مركز الثقل الأدبي بالتحول نحو الجانب الأدبي الناطق بالفنلندية. نقل الشاعران أوغست أهلكفيست ويوليوس كرون اللغة الفنلندية نحو أشكال شعرية أكثر حداثة وفنية. كان أهلكفيست في ذات الوقت لغوياً هاماً، ودرس كرون بدوره التاريخ الأدبي وأسـّس علم دراسة الشعر الشعبي الفنلندي. استخدم أوريو كوسكينن مواهبه الأدبية أساساً في البحث التاريخي الفنلندي والعمل الوطني.
كانت الإخوة السبعة (1870) لألكسس كيفي (1834-1872) أول رواية تنشر بالفنلندية، ولا تزال تعتبر عموماً أحد أعظم الأعمال الأدبية الفنلندية. ولذلك يمكن اعتباره أبو الأدب الفنلندي.
كتب كآرلو بيرغبوم مؤسس وأول مدير للمسرح الفنلندي المسرحيات والقصص القصيرة، ترجم الشاعر أنتي تورنروس أعمال أجنبية كثيرة إلى اللغة الفنلندية، وكاتبا القصة القصيرة كارل ياكوب غومروس وسامولي سوومالاينن، أول كاتبة باللغة الفنلندية تيودوليندا هاهنسون وكذلك مسرحيات تاريخية وروايات لكاتب إفالد فرديناند ياهنسون راض عن عامة الجمهور مكتوب ذوي الاحتياجات الخاصة إنتاجها. بضعة ميادين معروف بالفعل الانتقال إلى وصف أكثر واقعية، على سبيل المثال في أعمال بييتاري بايفارينتا ويوهو رييونن.
حدث في الأدب شامل تغيير جذري، بيد أنه لم يصل إلى فنلندا إلا في الثمانينات عبر موجات الواقعية التحديثية الإسكندنافية. قـُرأت أعمال بيورنستيرن بيورنسون، هنريك إبسن، ألكساندر كيلاند، ويعمل برنت لي أرني غاربورغ نالت إعجاباً كبيراً. وبالإضافة إلى ذلك، تأثر الأدب الفنلندي آنذاك بالسويد وفرنسا وروسيا. كل هذا أعطى ولادة إلى حركة في الأدب الفنلندي منتعشة، أيقظ تفكير الوصف الواقعي على قضايا الحياة، بما في ذلك الأخلاقية وقضايا المرأة والعمال.
مثلت أعمال مينا كانت ريادة الأديولوجيات الواقعية بآداب اللغة الفنلندية (انظر أيضا الفنلندي الناطق بالسويدية كارل أوغست تافاستسييرنا). ارتقى القاص البارز يوهاني أهو بالقصة الفنلندية القصيرة. يـُذكر من كتـّاب الفـُكاهة روبرت كيلياندر. حتى أرفيد يارنيفلت بدأ واقعياً، لكنه سرعان ما تحول إلى فلسفة الشعر، عبر تناول القضايا الاجتماعية والدينية بروح من التولستوية. بدأ سانتيري إيفالو واصفاً معاصراً ولكنه كتب الروايات التاريخية في وقت لاحق، وصف تيوفو بكالا فقر ضواحي مسقط رأسه أولو وخصوصا عالم الطفولة، وبدوره كالي كاياندر اشتهر بالكتابة عن عن ريف جنوب هامي وفاينو كاتايا راوي عن الضواحي البوهيانمية. كما استخدمت الواقعية الريفية القوية أيضاً في أعمال بايفارينتا وآخرين ممن سـُموا الكتاب الشعبيين مثل - هيكي كاوبينن وسانتيري ألكيو وهيكي ميريلاينن ويوهانا كوكو.
مع الممثلين اللاحقين للواقعية بدأت موضوعية الوصف تفسح الطريق لأجواء متلونة أكثر ذاتية. كما في أعمال مايلا تالفيو مثلاً التي تحدثت عن الانتهاكات الاجتماعية وعن الجانب المظلم من الحياة. ومضي إيلماري كيانتو في هذا أبعد من ذلك. جعلت ظروف فترة الرومانسية بعض الكتاب الشباب حوالي عام 1900 يبلغون أبعد الاستنتاجات. من ضمنهم فولتر كيلبي ويويل لهتونن. إلا أن هذا الاتجاه كان عابراً. خرج إلى النور إنتاج يوهانس لينانكوسكي في محاولة لتحقيق قدر أكبر من الأبوية الداخلية والتركيز الدرامي.
كانت ماريا يوتوني كاتبة مسرحية وللقصة القصيرة. يـُذكر من كتـّاب القصيرة الفنلنديين بذلك الوقت يالمري هاهل، هيالمر نورتامو، أينو كلاس، كووستي فيلكونا، كونراد لهتيماكي، ألغوت أونتولا، هيليا هآهتي، المرجة سالميلا. كلاس وهآهتي كانتا أيضاً شاعرتين، كما هو مقام أونرفا لهتينن.
تلقى أشعار أوكسانن الغنائية منذ ذلك الحين الكثير من المزارعين. في السبعينات، بدء زمرة من الشعراء: كآرلو كرامسو، ومترجم شكسبير بآفو كاياندر، والأستاذ أرفيد غينيتس ويوهانا هيكي إركو واقعية الفترة الانتقالية، فإن الدلائل تبدو معظم الشعر كاسيمير لينو. نتذكر شعراء في وقت سابق الذكر سيفيري نوورما وفالتر يوفا.
بدءاً من تسعينات فقط تكونت ملامح وهج الحياة التصورية والعاطفية بالغة في الشعر الغنائي حرية أكبر لدى الشعراء. ومن أبرزهم آنذاك إينو لينو (الذي إضافة إلى كتاباته كان مترجماً بارعاً، من بينها لدانتي) ولارين كووستي اللذان حولا إنتاجهما الغني من الأشعار الغنائي إلى سائر مجالات الكتابة، إضافة إلى أوتو مانينن (ترجم الإلياذة والأوديسة لهوميروس)، فيكو أنتيرو كوسكينيمي، آرني كوتا، يوهاني سيليو، آرو هلآكوسكي (والذي نشر أيضا في أدب نثر)، إيناري فووريلا أونو كايلس.
كان أرتوري يارفيلووما ولاوري هآرلا أهم الكتاب المسرحيين بأواخر القرن التاسع عشر وأوائل القرن العشرين.

## القرن العشرين
في العقد الأول من القرن العشرين كانت المنطلقات نثراً وصف الشعب والواقعية الحديثة والرواية العمـّالية، وشعراً الرومنسية الوطنية الحديثة.
نالت فنلندا استقلالها في عام 1917 فاندلعت إثره حرب أهلية. وكما الحال في غيرها الحروب الأهلية تم تناولها عديد المرات في الأدب، كما في «البؤس الورع» (Hurskas kurjuus) لفرانس إيميل سيلانبا (1888-1964). وكان سيلانبا زعيماً أدبياً قوياً في الثلاثينات في فنلندا وهو أول فنلندي يحوز جائزة نوبل في عام 1939.
من أهم الكـُتـّاب الآخرين بأوائل سنوات الاستقلال الفنلندي فيليو كويو (شاعر غنائي أيضاً)، إميل إلنيوس، هيكي توبيلا، أرفي يارفنتاوس، يوهو كوسكيما وبنتي هآنبا.
برزت في العشرينات في أدب اللغة الفنلندية مجموعة «حاملو الشعلة» (Tulenkantajat)، التي أعلنت الرسالة الدولية «النوافذ المفتوحة على أوروبا!» كان ممن انتموا إليها كاتري فالا، ميكا فالتري وأونو كايلس. طور كـُتـّاب الأغاني الفنلنديون الناطقون بالسويدية بقيادة إديت سودرغران نحو ما سـُميت حداثة السويدية الفنلندية، التي تمتاز بالإيقاع الحر، والمشهدية القوية، والتوسع في هذا الموضوع، والدوافع واللغة المحكية اليومية. من جملة أمور التي تأثرت بها التصورية الإنكليزية والمستقبلية الروسية والدادائية والتعبيرية.
أثرت الحالة السياسية العالمية في الثلاثينات على فنلندا، وحلت الأممية محل التقليدية والوطنية.
من بين الأعمال التي اشتهرت عالمياً «مايكل الفنلندي» و«سلطان المتمرد» لميكا فالتري (1908-1979). وسنوحى المصري (1945)، جزئيا رمز للحرب العالمية الثانية لكن أحداثها تقع في مصر القديمة هي أشهر أعماله. رغم احتوائها على ما يقرب من 800 صفحة، لم يبع أي كتاب آخر بهذه السرعة في فنلندا، النسخة الإنجليزية الأقصر كانت على قمة العديد من قوائم الكتب الأكثر مبيعا في الولايات المتحدة. من الأسباب المحتملة لنجاحها دولياً كان التركيز على خيبة الأمل في مرحلة ما بعد الحرب، والشعور المشترك من كثيرين في ذلك الوقت.
سـُميت الخمسينات بحقبة الحداثة ذكـّرت بتلك بالحداثة في السويدية الفنلندية. لم تـُشكل هذه الحقبة مجموعة موحدة من الكتـّاب أو ذات برنامج معين. تأقلم الشعر الفنلندي بدءاً مع بآفو هآفيكو وإيفا ليسا مانر في الخمسينات مع النبرة والمستوى البريطاني الأمريكي - كان لكل من ت. س. إليوت وعزرا باوند التأثيرات الرئيسية وتـُرجمت أعمالهما على نطاق واسع.تقليدياً كان الأدب الألماني وخصوصا الفرنسي الأكثر شعبية معروف جدا فاحتذي بهما أحيانا في فنلندا. ومن المفارقات أن التراث الروسي العظيم أقل شهرة، ولعل ذلك كان بسبب البـُغض السياسي. ومن حاثديي الخمسينات أيضاً هلفي يوفونن، أيلا ميريلووتو، تووماس أنهافا وبو كاربيلان.
في الستينات ظهر اتجاه «الشعر غير النقي» وكان في مقدمته بنتي سآريكوسكي الذي ترجم لهوميروس وجويس وللعديد من الكتـّاب الإنجليز والأمريكان المهمين. كما بدأت تصفية حساب الماضي القريب نثراً بالحصول على وزن سياسي. كانت أعمال النثر مفضلة، لا سيما الوثائقية والتقارير والكتابات والجدلية - وكانت الأعمال الأدبية أقل من ذلك. في الستينات ظهر ما سـُمى بأدب الحروب (kirjasotia)، على يد كتـّاب من أمثال فاينو لينا براوية الجندي المجهول (Tuntematon sotilas) التي حققت نجاحاً هائلاً، في هذه الحالة وغيرها واجهت الغرابة الشديدة للبيئة والعقلية الفنلندية عقبات كبيرة نحو الشهرة الدولية، ورواية هنا تحت نجم الشمال (Täällä Pohjantähden alla). بآفو رينتالا بجدتي ومانرهايم (Mummoni ja Mannerheim) وثلاثية اللفتينانت سيسي (Sissiluutnantti)، وهانو سالاما برقص منتصف الصيف (Juhannustanssit). أخذ أدب الحروب مكاناً في المحادثة الحية عبر وسائل الإعلام، وحتى في ساحات القضاء. لعل الأرض أغنية المذنب (Maa on syntinen laulu) لتيمو موكا نجت من تصنيفها ضمن أدب الحروب، لصدوررها في نفس السنة مع رقص منتصف الصيف لسالاما.
ظل ذكر الحربين العالميتين قوياً في النثر الفنلندي حتى الثمانينات. ممن تناولوا الحروب أيضاً لاوري فيتا، فيو ميري. حتى الإنتاج الأول لكتب المومين لتوفي يانسون يمكن فهمه ضمن محاولات الهروب من أهوال الحرب.
ألـّف تيمو موكا (1944-1973) خلال فترة أقل من عقد في الستينات تسع روايات مكتوبة بأسلوب النثر الغنائي. أعظم رائعتين له هما رواية «أغنية أطفال سيبيريا» (Laulu Sipirjan lapsista) ورواية «الحمامة والخشخاش» (Kyyhky ja unikko) - توقف بعدها عن الكتابة حتى وفاته في وقت مبكر بصورة مأساوية.
في السبعينات بدأت الأدبيات السياسية بالظهور للموازنة بين الشعرين الطبيعي والفكري (مثالاً ريستو راسا). تنارل الروائيون موضوع الهجرة من الريف إلى المدن (كالي بآتلو، يوستا أوغرن، أني بلومكفست). كما اهتـُم أيضا بوصف الطبقة الوسطى (كرتو كآرينا سووسالمي، كريستر كيلمان، يورن دونر).
في الثمانيات برزت المقالة والقصة القصيرة، وأخد الأدب بلغة سامي بالظهور (نيلس أسلك فالكيابا). بدأ الأدب المحلي المكتوب بالفنلندية وبالسويدية بالانحسار، ربما لظهور الأعمال السويدية الفنلندية في الوقت نفسه باللغتين السويدية والفنلندية. عكـَس الشعر تأثيرات الروك والقافية من وقت طويل. من الشعراء الجدد سيركا توركا وأريا تياينن. عملت خلال عقدي الثمانيات والتسعينات أجيال كثيرة من الكتـّاب بذات الوقت.
في أدب التسعينات، الانضمام إلى الاتحاد الأوروبي، والبطالة، أو الأزمة الاقتصادية لا يبدو قويا كما قد يتوقع المرء، بل ظل النزوح القروي والحروب هي المواضيع الأكثر شعبية، فضلا عن التاريخ والفلسفة. وعموما، تم تجزئة مجال الأدب في جيوب مختلفة.
من بين الكتاب البارزين الآخرين بفترة ما بعد الاستقلال: سايما هارمايا، ليلى هيرفيسآري، فيكو هووفينن، هلفي همالاينن، إيفا يونبلتو، ماتي أوريانا يونسو، آرني إركي يارفينن، لينا كروهن، أرتو مليري، أرتو بآسيلينا، إرنو بآسيلينا، أولافي بآفولاينن، أنتي توري، كييل فستو وهلا فووليوكي.

## الأدب الفنلندي باللغة السويدية
حتى بعد إنشاء الفنلندية لغةً أساسية بالإدارة والتعليم، ظلت السويدية هامة في فنلندا.
كان يوهان لودفيغ رونيبيرغ (1804-1877) أشهر كاتب ناطق بالسويدية بالقرن التاسع عشر. اختيرت باكورة قصائده «أرضنا» (بالفنلندية: Maamme؛ بالسويدية: Vårt land) (من حكايا إنسيغن ستول) لتكون النشيد الوطني قبل سبعين عاما من الاستقلال الفنلندي. خلال أوائل القرن العشرين، ظهرت الحداثة باللغة السويدية في فنلندا باعتبارها واحدة من الحركات الأكثر حرفية المشهودة في تاريخ البلاد. وكانت إديت سودرغران أشهر ممثليها.
لعل أشهر الأعمال المكتوبة باللغة السويدية في فنلندا على الأرجح هي سلسلة كتب مومين للكاتبة توفي يانسون. والمعروفة اليوم في فكاهي الشريط أو أشكال الرسوم المتحركة.

## وصلات خارجية
- ThisisFINLAND - الأدب الفنلندي اليوم